# Air Musi
Air Musi, indonesiska: Kali Musi) är ett vattendrag i Indonesien.   Det ligger i provinsen Sumatera Selatan, i den västra delen av landet, 500 km norr om huvudstaden Jakarta.